# Thomas Graves
Thomas Graves, 1st Baron Graves (I barone di Graves) (Cornovaglia, 23 ottobre 1725 – Cadhay, 9 febbraio 1802), è stato un ammiraglio inglese.
Era il secondo figlio del contrammiraglio Thomas Graves di Thanckes in Cornovaglia.

## Biografia
Nel primo anno della Guerra dei sette anni Graves si sottrasse al combattimento con una nave francese che lo aveva sfidato e per questo subì un processo di fronte alla corte marziale che si concluse con una reprimenda.
Nel 1761 Graves divenne commodoro e governatore della colonia di Terranova ed ebbe il compito di scortare la flotta di pescherecci che dall'Inghilterra ad ogni stagione si recava nell'isola per la pesca. Nel 1762 apprese che i francesi avevano occupato la città di Saint John's. Graves, l'ammiraglio Alexander Colville, 7º Lord Colville di Culross, ed il colonnello William Amherst riconquistarono la città portuale.
Con la fine della Guerra dei sette anni il Labrador passò sotto la sua responsabilità, allorché le flotte pescherecce francesi tornarono alle rive francesi ed a Saint-Pierre e Miquelon. Graves fece applicare i trattati in modo così rigido da destare le proteste del governo francese. Il suo governatorato terminò nel 1764, rientrando in servizio nel corso della Guerra d'indipendenza americana e divenendo comandante in capo dello squadrone navale del Nordamerica e dei Caraibi nel 1781, allorché l'ammiraglio Mariot Arbuthnot rientrò in patria.
Durante la guerra d'indipendenza americana la sua flotta fu sconfitta al largo dei Virginia Capes da quella francese agli ordini dell'ammiraglio conte de Grasse nella battaglia della baia di Chesapeake il 5 settembre 1781, evento che portò alla resa del generale Cornwallis a Yorktown, che non poté ricevere, come previsto, gli aiuti in uomini e materiali dalla flotta di Graves. Il modo con il quale egli condusse lo scontro fu subito oggetto di dibattito, in particolar modo egli fu accusato, anche dal suo subordinato contrammiraglio Samuel Hood, di aver comunicato, nel momento cruciale, ordini contraddittori alle squadre componenti la sua flotta.
Nel settembre 1782 la sua flotta si trovò nel pieno di una violenta tempesta al largo dei banchi di Terranova e le navi catturate ai francesi nella battaglia delle Saintes, Ville de Paris (110 cannoni) e Glorieux (74 cannoni), nonché le navi inglesi HMS Ramillies (74 cannoni) e HMS Centaur (74 cannoni) affondarono insieme ad altre navi mercantili, con una perdita di 3.500 vite umane.
Nel 1788 Graves, allora viceammiraglio, divenne Commander-in-Chief, Plymouth, denominazione che indicava un ammiraglio anziano della Marina britannica, dotato di un comando particolarmente ampio. Mantenne la carica fino al 1790.
Durante le guerre rivoluzionarie francesi, Graves fu il comandante in seconda dell'ammiraglio Richard Howe nella vittoria britannica di Ushant del 1794.
Graves divenne ammiraglio e gli fu riconosciuta la parìa irlandese come Baron Graves, of Gravesend nella contea di Londonderry.
Alla sua morte il titolo passò al figlio Thomas, avuto dalla moglie Elisabetta Peere Williams, sposata nel 1771.